# 美國國立無線電寂靜地帶

美國國立無線電寂靜地帶包括西維珍尼亞州、 維珍尼亞州和馬利蘭州部分地區

國立無線電寂靜地帶（英語：National Radio Quiet Zone, 縮寫）是美國指定為無線電靜默區的一大片土地，其中無線電傳輸受到法律限制，以促進科學研究和軍事情報收集。 該區域大約一半位於弗吉尼亞州中西部的藍岭山脈，另一半位於西弗吉尼亞州中東部的阿勒格尼山脈； 該區域的一小部分位於馬里蘭州狹長地帶的最南端。

## 地點
寂靜地帶是一個近似矩形的土地，北邊緣長 107.0英里（172.2），南邊緣長 109.6英里（176.4），東西邊緣長 120.9英里（194.6），面積約 13,000平方英里（34,000平方；8,300,000英畝）。是指在美國西維珍尼亞州格林班克的國家射電天文台的射電望远镜周圍一萬三千平方英里（三萬四千平方公里）的一片長方形的禁用無線電的地帶。此地帶從北緯37.5度到39.25度, 西經78.5度到80.5度，其山丘地形可阻擋外來的無線電，讓對無線電高度敏感的射電望远镜可有效運作。區內也有美國國家安全局梯隊系統的無線電雷達用作电子情報偵測，因此對無線電干擾也很敏感。

## 限制

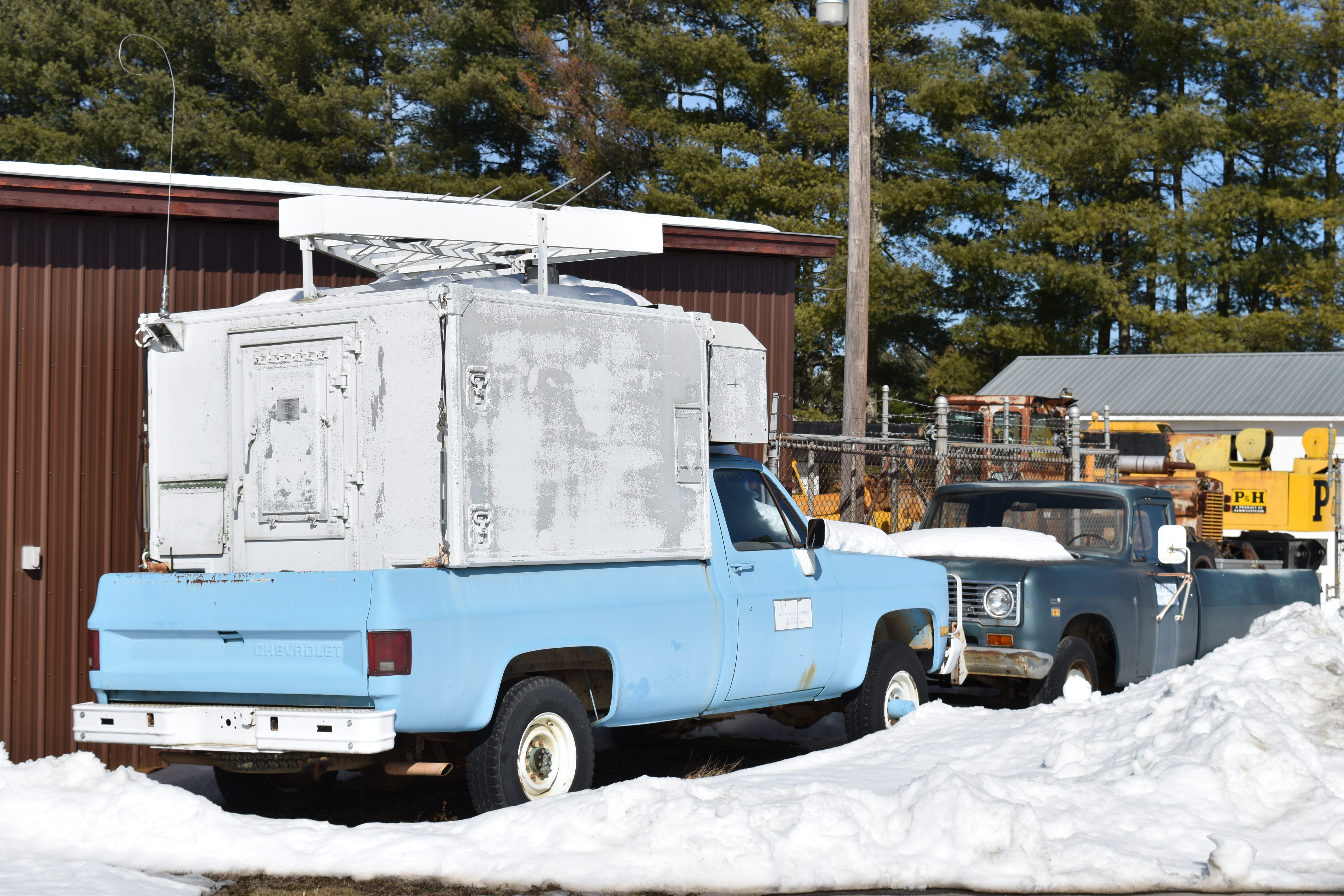
一輛舊巡邏車用於定位無線電干擾.

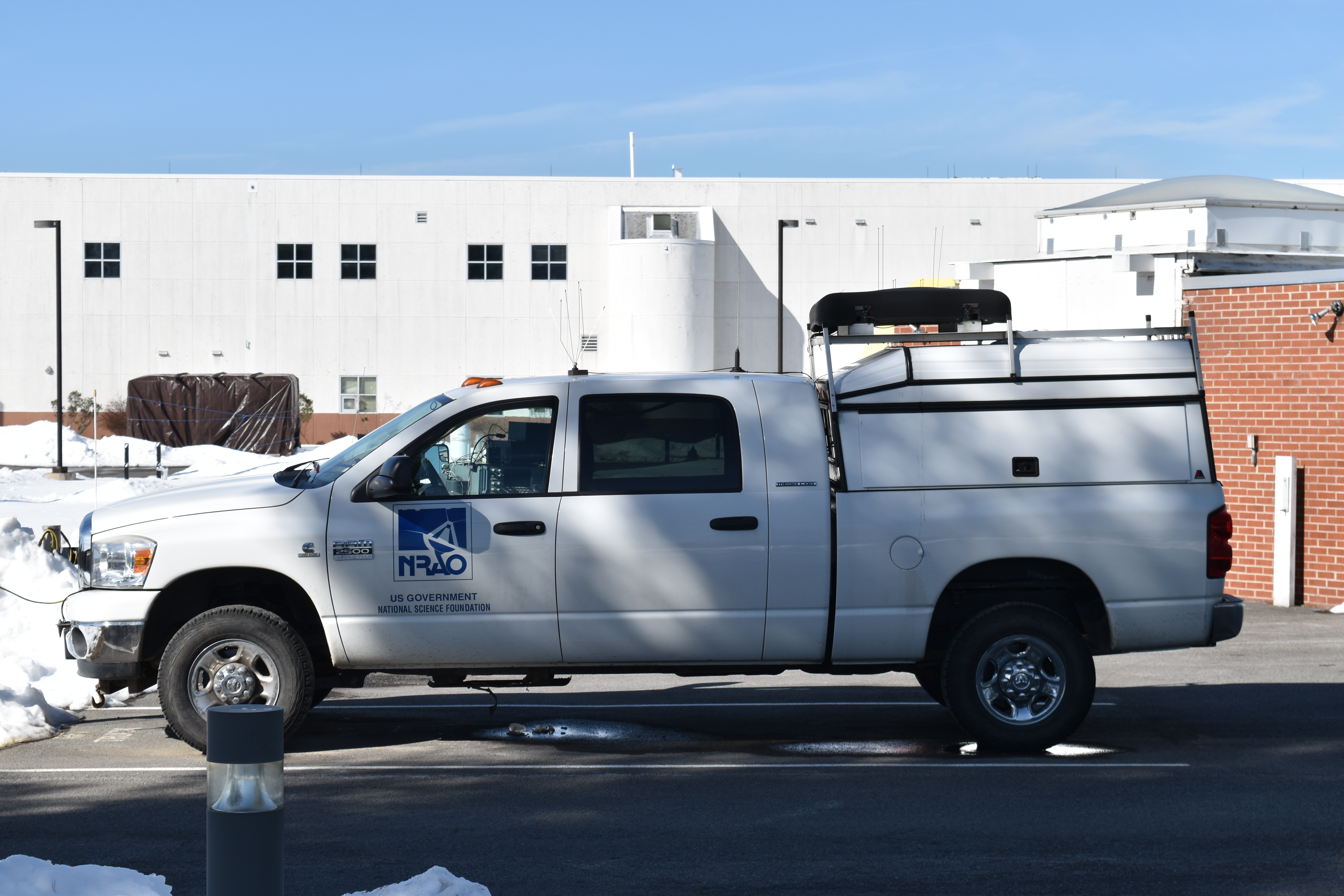
配備探測器的現代巡邏車.

寂靜地帶中心區域的大多數廣播發射機都需要以較低的功率運行並使用定向天線。 這使得有線和衛星對於該地區大部分地區可接受的電視節目來說幾乎是必不可少的。 格林班克和 Sugar Grove 設施 10英里（16公里）範圍內的傳輸限制最為嚴格，大多數全向和高功率傳輸都被禁止。
此地帶是在1958年由美国联邦通信委员会設立來保護美国国家射电天文台的正常運作。區內任何無線電活動皆被禁止，因此區內城鎮居民都不能用無線电電話、也不能裝置Wi-Fi無線上網。
寂靜地帶區內並非禁止所有無線電傳輸。 例如，區內唯一的無線電活動只有緊急服務無線電（警察、消防、和救護車）、美國國家氣象局氣象廣播（NOAA Weather Radio）、亞尼干尼山電台（NPR成員台）的AM廣播以及這電台的幾個低功率FM發射站的廣播。
因這特別的無線電禁制，此地帶也吸引很多自認為受電磁波過敏症影響的人來居住。

## 保護區

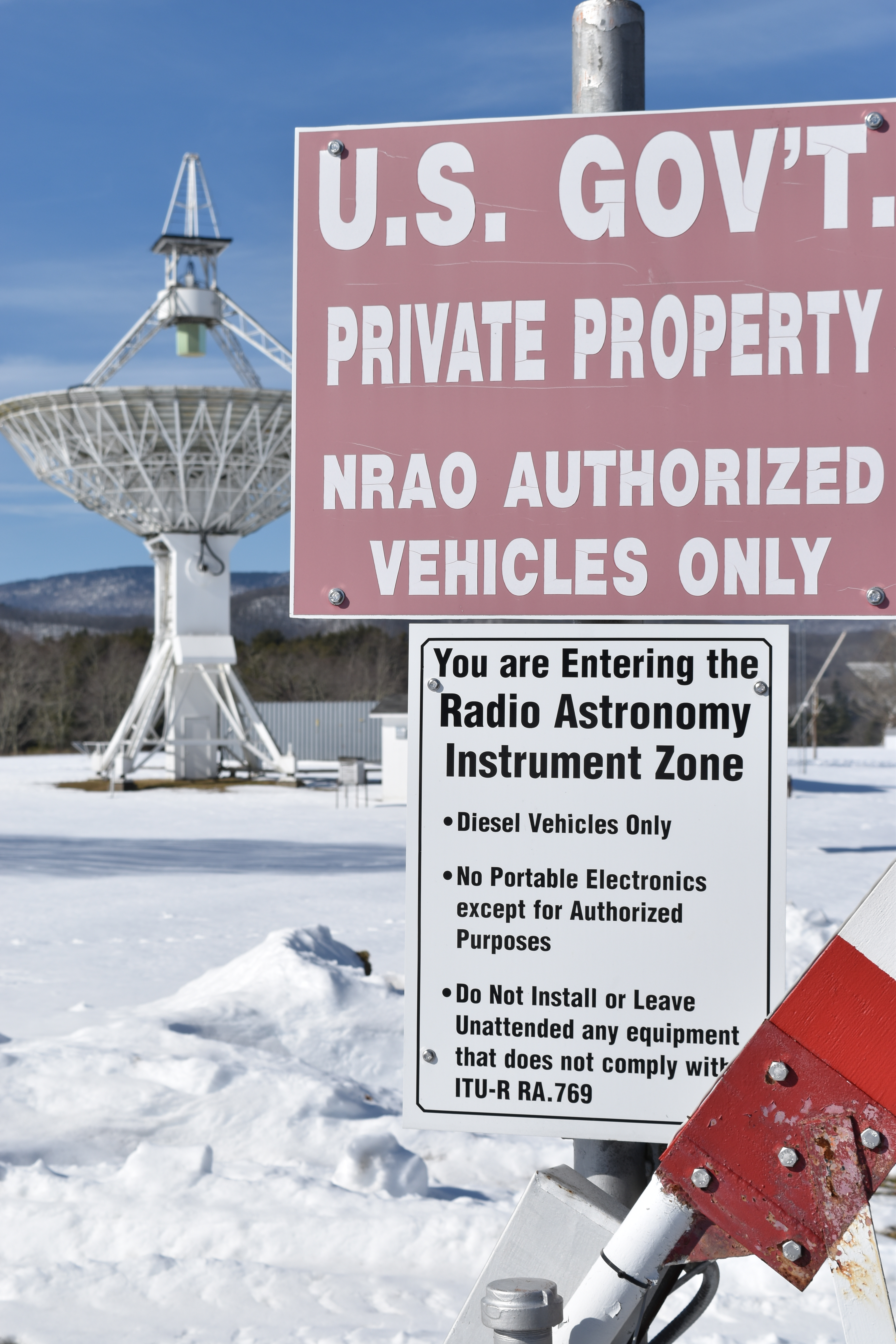
1 區入口處設有警告標誌。

格林班克干擾保護小組根據可用的法律文書劃分為五個區域，維持管理電磁干擾 (RFI) 的政策。
1區和2區位於格林班克天文台範圍內。 除了被設計為 2 區的小部分（例如住房區、訪客區、和實驗室區域）之外，整個物業被設計為1區。1區也稱為射電天文儀器區，僅將有意輻射器限制在那些被認為是必需的區域。
3區和4區受《射電天文學分區法》（《西弗吉尼亞州法典》第 37A 章）管轄。 它分別在嚴格監管的格林班克天文台 2英里（3.2） 內和 10英里（16） 內的無線電發射機。在這些區域內，將對觀測的干擾將被識別並記錄。 我們將親自拜訪違規設備的所有者，請求合作消除乾擾。 強制執行是最後的手段。 4區的執法可能比第 37A 章規定的限制更為寬鬆。
5區是國立無線電寂靜地帶的邊界； 格林班克天文台的國家無線電靜默區管理員負責管理執行政策。

## 外部鏈結
- 官方网站